# Cliëntenraad
Een cliëntenraad is een groep cliënten die opkomt voor de gemeenschappelijke belangen van alle cliënten in een zorginstelling. Het bestaan en de (medezeggenschaps)rechten van een cliëntenraad zijn vastgelegd in de Wet Medezeggenschap Cliënten Zorginstellingen 2018 (Wmcz 2018). Deze wet stelt dat een zorginstelling (zoals een (psychiatrisch) ziekenhuis, verpleeghuis, ggz-instelling, verpleegkundige thuiszorg) verplicht is een cliëntenraad in te stellen. Via de cliëntenraad kunnen de cliënten/patiënten van de zorginstelling invloed uitoefenen op het beleid van de instelling. Het bestuur van een zorginstelling moet bij het nemen van beslissingen rekening houden met het advies van de cliëntenraad. 

## Medezeggenschapsorgaan
De cliëntenraad is het bij wet geregelde medezeggenschapsorgaan voor cliënten/patiënten van een zorginstelling. Cliënten hebben het recht mee te praten over het beleid van de instelling waar zij zorg van ontvangen (zoals de werknemers van een instelling dat mogen middels een ondernemingsraad). De zorginstelling is verplicht om een cliëntenraad in te stellen en te faciliteren. Dit houdt o.a. in dat de raad ergens moet kunnen vergaderen, toegang tot een computer en kopieermachine heeft en een eigen budget, bijvoorbeeld voor abonnementen en deskundigheidsbevordering. Vaak faciliteert de zorginstelling ook de ondersteuning van de cliëntenraad. 
Een cliëntenraad moet representatief zijn voor de cliënten van de zorginstelling. Daarom bestaat de cliëntenraad bij voorkeur uit cliënten van de instelling. Er zijn echter cliënten die hun belangen niet zelf kunnen behartigen; zij kunnen iemand uit hun kring van naasten vragen om namens hen in de raad zitting te nemen. In veel instellingen is er een aparte familieraad, die opkomt voor de specifieke belangen van de familie van de cliënten. 
De cliëntenraad bepaalt zijn eigen werkwijze. Zo regelt hij zelf het aantal vergaderingen (met en zonder de directie), de wijze van besluitvorming, de onderlinge taakverdeling, het beheer van de financiën, de vertegenwoordiging van de raad en het contact met de cliënten. De cliëntenraad legt dit vast in een huishoudelijk reglement. De Wmcz 2018 is met opzet “open” geformuleerd zodat de cliëntenraad en de zorginstelling in samenspraak tot een werkwijze kunnen komen die zoveel mogelijk recht doet aan de lokale omstandigheden.

## Wettelijke rechten
Om de belangen van de cliënten te kunnen behartigen, heeft een cliëntenraad informatie van de zorginstelling nodig en moet hij in de gelegenheid worden gesteld het eigen standpunt aan het bestuur of de directie kenbaar te maken. Deze voorwaarden om effectief te kunnen functioneren zijn in de Wet Medezeggenschap Cliënten Zorginstellingen 2018 (Wmcz 2018) vastgelegd in een aantal rechten:

### Recht op informatie
De zorginstelling moet de cliëntenraad alle informatie geven die deze voor zijn taak nodig heeft. Voor zijn adviesfunctie heeft de cliëntenraad specifieke informatie nodig over het voorgenomen besluit, inclusief de beweegredenen die tot het voorstel hebben geleid en de mogelijke gevolgen van de te nemen maatregelen. De instelling moet de raad deze informatie tijdig verschaffen. 

### Recht op overleg
De cliëntenraad heeft recht op geregeld overleg met de directie over het beleid van de instelling. 

### Recht om te adviseren
De directie is verplicht om over voorgenomen beslissingen het advies van de cliëntenraad te vragen en daarbij een dusdanige termijn aan te houden dat de cliëntenraad daadwerkelijk in de gelegenheid is om een advies uit te brengen dat nog van invloed kan zijn op de te nemen beslissing. De cliëntenraad heeft het recht, maar niet de verplichting tot advies. Als de instelling het niet eens is met het advies, moet zij eerst overeenstemming proberen te bereiken met de raad. Als dit niet lukt, kan zij van het advies afwijken. Zij deelt dit schriftelijk, met haar argumenten, aan de cliëntenraad mee. De cliëntenraad mag de directie ook ongevraagd adviseren over zaken die de raad belangrijk vindt. 
Het adviesrecht omvat twee onderdelen: a) het adviesrecht en b) het instemmingsrecht. 
a) Adviesrecht
De instelling moet de mening van de cliëntenraad vragen overeen wijziging van de doelstelling of de grondslag van de instelling; 
- een wijziging van de doelstelling of grondslag
- samenwerking of fusie met een andere instelling
- een overdracht van de zeggenschap over de zorg of een onderdeel daarvan
- een belangrijke wijziging in de organisatie
- een gehele of gedeeltelijke beëindiging of belangrijke uitbreiding van de zorgverlening
- een profielschets voor de benoeming van de leden van het toezichthoudend orgaan en de leden van het bestuur van de instelling;
- het algemene huisvestingsbeleid, een ingrijpende verbouwing, nieuwbouw of verhuizing van een instelling waar cliënten langdurig verblijven
- de selectie en benoeming van personen die leiding geven aan zorgverleners aan cliënten, die langdurig verblijven in de instelling
- begroting en jaarrekening

b) Instemmingsrecht 
Sommige onderwerpen zijn zo belangrijk voor de cliënten dat de instelling over deze onderwerpen in principe alleen een besluit kan nemen waar de cliëntenraad mee heeft ingestemd. Dit heet instemmingsrecht (in de Wmcz uit 1996 heette dit: verzwaard adviesrecht). De cliëntenraad heeft over de volgende onderwerpen verzwaard adviesrecht:
- de medezeggenschapsregeling, de klachtenregeling en andere voor cliënten geldende regelingen
- de profielschets van de klachtenfunctionaris
- het algemene beleid ter zake van kwaliteit, veiligheid en hygiëne
- de procedure voor het opstellen en bespreken van zorgplannen;
- het algemene beleid voor het toelaten van cliënten en het beëindiging van zorg
- het algemene beleid ter zake van voedingsaangelegenheden, geestelijke verzorging, recreatiemogelijkheden of ontspanningsactiviteiten en maatschappelijke bijstand, bij instellingen waar cliënten 24-uurszorg ontvangen
- een sociaal plan voor cliënten in geval van een ingrijpende verbouwing, nieuwbouw of verhuizing bij instellingen waar cliënten 24-uurszorg ontvangen
- de benoeming van een afdelingshoofd bij instellingen waar cliënten 24-uurszorg ontvangen en waar cliënten langdurig verblijven

- de inrichting van voor de zorgverlening bestemde ruimtes bij ingrijpende verbouwing, nieuwbouw of verhuizing van een instelling waar cliënten langdurig verblijven.
- de selectie en benoeming van personen die de cliëntenraad de onafhankelijke ondersteuning geven, zoals een ondersteuner, ambtelijk secretaris en/of coach.

De instelling kan niet zomaar afwijken van een advies waarop de raad instemmingsrecht heeft, maar de cliëntenraad heeft geen vetorecht. Als de directie tegen het advies van de cliëntenraad in toch een bepaald besluit wil nemen, moet zij dat voorleggen aan de Landelijke Commissie van Vertrouwenslieden (LCvV). Deze commissie probeert eerst te bemiddelen; lukt dat niet, dan doet zij een bindende uitspraak.

### Recht op enquête
Wanneer de cliëntenraad vindt dat er sprake is van wanbeleid, dan kan de cliëntenraad de Ondernemingskamer van het gerechtshof in Amsterdam vragen dit te onderzoeken.
Ook kan de cliëntenraad zelf onder de cliënten een enquête uitzetten om zo de mening van de achterban over bepaalde onderwerpen te peilen.

### Recht op een bindende voordracht bestuurslid
De cliëntenraad kan invloed uitoefenen op de samenstelling van het bestuur of de Raad van Toezicht. Hij mag ten minste één persoon voordragen ter benoeming als lid van de Raad van Toezicht.

## Zorginstellingen met een verplichte cliëntenraad
Alle instellingen in de gezondheidszorg met meer dan 10 personeelsleden met 24-uurszorg, medisch-specialistische bedrijven en instellingen die persoonlijke verzorging, begeleiding en verpleging leveren, moeten een cliëntenraad instellen. Voor overige zorginstellingen ligt de grens op 25 personeelsleden. De zorginstelling stelt een cliëntenraad in op iedere locatie waar mensen wonen of zorg thuis levert. Het gaat dan bijvoorbeeld om instellingen als: 
- algemene en psychiatrische ziekenhuizen
- instellingen voor geestelijke gezondheidszorg (ggz)
- verpleeghuizen en verzorgingshuizen
- grotere huisartsen- en tandartsenpraktijken en gezondheidscentra.
- instellingen voor mensen met een lichamelijke en/of verstandelijke beperking
- overige AWBZ-erkende instellingen

Indien een zorginstellingen duidelijk onderscheiden onderdelen onder het bestuur heeft (bijv. een revalidatiecentrum en een instelling voor verslavingszorg) dan moeten beide een eigen cliëntenraad hebben. 

### Centrale cliëntenraad
Grotere zorginstellingen, met verschillende onderdelen onder één bestuur, stellen vaak een centrale of gemeenschappelijke cliëntenraad in. Deze centrale cliëntenraad is de adviespartner van het bestuur in zaken die de zorginstelling als totaal, of meerdere onderdelen daarvan aangaan. In de centrale raad hebben afgevaardigde leden uit de afzonderlijke raden zitting. De bevoegdheden van deze centrale raad worden geregeld in een huishoudelijk reglement.  

## Klachten
Een cliëntenraad is geen klachtencommissie, maar vangt wel signalen van cliënten op en probeert de mening van cliënten zo goed mogelijk te verwoorden. Indien de cliëntenraad meent dat er sprake is van wanbeleid bij de instelling en de gesprekken met de directie daarover op niets uitlopen, kan de raad aan de Landelijke Commissie van Vertrouwenslieden vragen dit te onderzoeken. 

## Nieuwe medezeggenschapswet
De eerste Wet medezeggenschap cliënten zorginstellingen werd op 29 februari 1996 van kracht. De overheid werkte sinds 2010 aan een nieuw wetsvoorstel om de medezeggenschap in de zorg te regelen. Deze nieuwe wet, Wet medezeggenschap cliënten zorginstellingen 2018 genaamd (afgekort Wmcz 2018), geldt vanaf 1 juli 2021. 